# 基克·施迪安
恩里克·施迪安·索拉尔（西班牙語：Enrique Setién Solar，發音：[enˈrike seˈtjen soˈlaɾ]；1958年9月27日—），是西班牙前職業足球運動員，曾擔任中場一职。现为中超球会北京国安主教练
施迪安在桑坦德競賽出道；他在俱乐部19年的职业生涯里，在15个赛季里积累了374场比赛和58个进球
在21世纪初，施迪安开始了足球教练生涯，执教了包括桑坦德競賽在内的多支球队。

## 球员生涯

### 俱乐部
施迪安出身於桑坦德，1977年在西甲首次亮相，效力桑坦德競賽。 然而，在他第一次效力坎塔布人队期间，虽然他经常出场，但他还不是一个无可争议的首发球员，错过了整个1982-83赛季以及两次顶级联赛的降级。
之后，施迪安代表马德里竞技效力了三年。 他前两个赛季表现不错，但在与难以捉摸的俱乐部主席杰斯吉尔发生争执后，他很少出现在球场上。
施迪安随后轉會至低级别的洛格罗涅斯，经过缓慢的適應後，施迪安成為帮助里约人保持前列位置不可或缺的一份子。1992年，34岁的施迪安重返桑坦德競賽隊。當季，他射入生涯單季最多的11个进球，並協助球队重回頂級聯賽。他在后者又踢了三年，1996年6月退役，当时他在三级联赛附加赛中代表勒万特乌德出场，并最终晋级；在近20年的球員生涯中，他上陣近600场正式比赛，共打进95个联赛进球。
2001年，施迪安被桑坦德競賽的球迷们选为史上最佳的球員。

### 国家队
施迪安为西班牙出场三次，入选1986年国际足联世界杯阵容，但在墨西哥世界杯期间没有出场。他于1985年11月20日於萨拉戈萨舉行的對陣奥地利的友谊赛中首次代表西班牙上場，最終雙方以0比0和局。

## 教练生涯
施迪安于2001年10月5日开始担任主教练，接替了被解雇的贝尼特斯执教的桑坦德竞赛，后者在降级后被解雇。
他从接手球队时的第17名带队晋级，获得联赛亚军，但由于压力，他在赛季末离开了球队，并将控制权交给了他的前队友普雷西亚多。
在2003-04赛季，施迪安和埃吉多一起回到了第二级联赛。他在11月17日被解职，球队处于降级区。

2005年，施迪安被任命为俄罗斯国家沙滩足球队助理教练。次年，他在赤道几内亚执教了三个月。 此后，他转投了他曾效力的另一支球队，第三级的洛格罗涅斯，在2007-08赛季中期被免职。

2009年6月，施迪安成为了盧戈俱樂部的教练。 他在第三年带领球队升入了第二级别联赛，这是加利西亚人的第二次；在接下来的三年里，他们成功地保持了在第11位和第15位之间的位置。

2017年5月26日，施迪安被任命为皇家贝蒂斯的主教练，为期三年。他在第一年带领球队获得第六名，随后获得了欧洲联盟杯小组赛的资格。

施迪安在2019年1月与巴萨有联系，但没有实现。 5月19日，他宣布将离开皇家贝蒂斯。 

施迪安最终在2020年1月13日签约成为巴塞罗那的主教练，接替被解职的巴尔韦德，合同有效期至2022年6月。 在他执教的第一场比赛中，他在主场以1比0战胜了格拉纳达。不過巴萨在西甲2019-2020賽季最終排名第二，国王杯止步8强，西班牙超级杯半决赛出局，2020年歐冠1/4决赛中，巴萨又2比8大敗於拜仁，隨後施迪安下课。施迪安在任期间，带队共參加25场正式比赛，取得16胜4平5负的成绩，打进50球丢27球，巴薩失败场数占比达到20%，就輸球率而言，上一位成績比施迪安還要慘烈的教練要數范加尔，他以26%的输球率最終在2020年下课。施迪安也成為2003年安蒂奇以來巴薩執教時間最短的教練。
2024年12月，施迪安成为中超球会北京国安主教练，这是他时隔18年再次出国执教。

## 执教数据
最後更新：2020年8月16日
| 球队       | 开始时间 | 结束时间 | 记录 | 记录 | 记录 | 记录 | 记录  | Ref.   |
| 球队       | 开始时间 | 结束时间 | P    | W    | D    | L    | Win % | Ref.   |
| ---------- | -------- | -------- | ---- | ---- | ---- | ---- | ----- | ------ |
| 桑坦德竞赛 | 2001     | 2002     | 36   | 18   | 10   | 8    | 50.0  | [ 39 ] |
| 埃希多体育 | 2003     | 2003     | 13   | 2    | 4    | 7    | 15.4  | [ 40 ] |
| 洛格罗涅斯 | 2007     | 2008     | 20   | 5    | 6    | 9    | 25.0  | [ 41 ] |
| 盧戈       | 2009     | 2015     | 258  | 97   | 83   | 78   | 37.6  | [ 42 ] |
| 拉斯彭馬斯 | 2015     | 2017     | 78   | 26   | 18   | 34   | 33.3  | [ 43 ] |
| 皇家贝蒂斯 | 2017     | 2019     | 94   | 39   | 22   | 33   | 41.5  | [ 44 ] |
| 巴塞罗那   | 2020     | 2020     | 25   | 16   | 4    | 6    | 64.0  | [ 45 ] |
| 总计       | 总计     | 总计     | 511  | 195  | 144  | 172  | 38.2  |        |

## 个人生活
施迪安的儿子拉罗也是一名中场球员。施迪安的岳父何塞·安东尼奥·洛扎诺在20世纪60年代初效力于西班牙第二级联赛，都代表桑坦德竞赛出场。
施迪安还热衷于国际象棋，等级分为2055。
施迪安与前世界冠军卡斯帕罗夫和卡尔波夫进行了比赛，结果没有公布。他认为这场比赛对他的足球战术有影响，他的足球战术优先考虑控球权和中场控制权。

## 荣誉

### 球员
马德里竞技足球俱乐部
- 西班牙超级杯（1985年）[51]

### 教练
无